# Szereg 1/4 + 1/16 + 1/64 + 1/256 + …

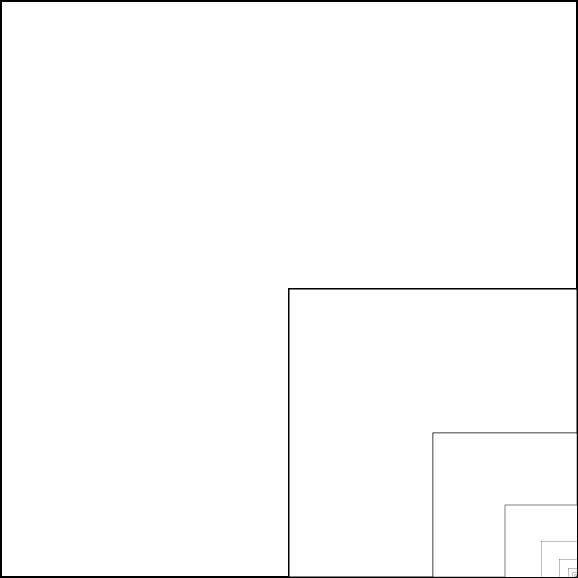
Ilustracja Archimedesa dla a = 3/4

Szereg 1/4 + 1/16 + 1/64 + 1/256 + … – nieskończony zbieżny szereg geometryczny. Jest on jednym z pierwszych zsumowanych szeregów nieskończonych w historii matematyki. Dokonał tego Archimedes około 250-200 roku p.n.e. Jego suma to {\displaystyle {\tfrac {1}{3}}.} Uogólniając, dla dowolnego a, szereg utworzony z wyrazów ciągu geometrycznego o ilorazie {\displaystyle {\tfrac {1}{4}}} jest zbieżny do sumy:
{\displaystyle a+{\frac {a}{4}}+{\frac {a}{4^{2}}}+{\frac {a}{4^{3}}}+\ldots ={\frac {4}{3}}a.}

## Prezentacja graficzna

3s = 1

Szereg 1/4 + 1/16 + 1/64 + 1/256 + … nadaje się do prostej wizualizacji ponieważ kwadrat i trójkąt łatwo podzielić na cztery podobne części, których pole to {\displaystyle {\tfrac {1}{4}}} oryginału.
Na ilustracji po lewej, jeśli duży kwadrat ma pole 1, to największy czarny kwadrat ma pole (1/2)(1/2)=(1/4). Podobnie, kolejny czarny kwadrat ma pole 1/16, a trzeci to 1/64. Stąd pole wszystkich czarnych kwadratów wynosi 1/4 + 1/16 + 1/64 + 1/256 +…, które jest takie samo jak pole kwadratów szarych i białych. Ponieważ te trzy obszary obejmują cały kwadrat jednostkowy, to ilustracja prezentuje, że:
{\displaystyle 3\left({\frac {1}{4}}+{\frac {1}{4^{2}}}+{\frac {1}{4^{3}}}+{\frac {1}{4^{4}}}+\ldots \right)=1.}

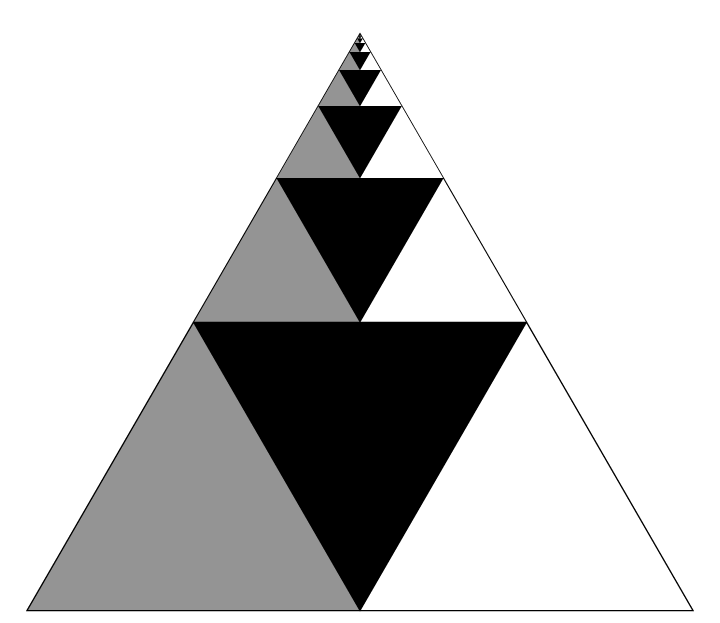
3s = 1 ponownie

Archimedes zastosował nieco inną formę graficznego dowodu, zaprezentowaną powyżej, którą można opisać równaniem:
{\displaystyle {\frac {3}{4}}+{\frac {3}{4^{2}}}+{\frac {3}{4^{3}}}+{\frac {3}{4^{4}}}+\ldots =1.}
Interpretacja Archimedesa jest przedstawiona poniżej.
Taką samą technikę geometryczną można zastosować w trójkątach, co jest pokazane na ilustracji po prawej. Jeśli duży trójkąt ma pole 1, to największy czarny trójkąt ma pole 1/4 itd. Ilustracja zawiera samopodobieństwo pomiędzy dużym trójkątem a górnym ćwierć-trójkątem. Podobną konstrukcję, w której trzy rogi są do siebie podobne przedstawia trójkąt Sierpińskiego.

## Archimedes

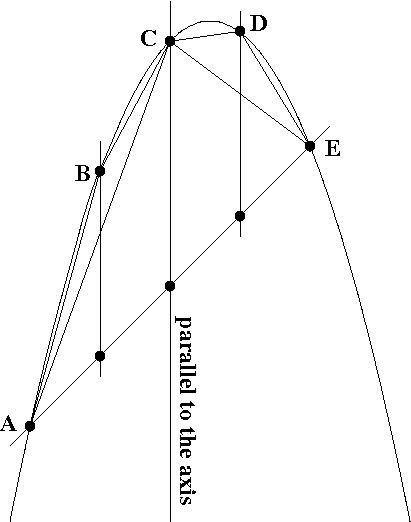
Krzywa jest parabolą. Punkty na cięciwie AE są rozmieszczone w równych odstępach. Archimedes wykazał, że suma pól trójkątów ABC i CDE to 1/4 pola trójkąta ACE. Następnie skonstruował kolejną warstwę czterech trójkątów powyżej pozostałych, których suma pól wyniosła 1/4 sumy pól trójkątów ABC i CDE. Pole kolejnej ósemki trójkątów miało pole 1/4 sumy pól poprzednich czterech itd. Wysunął więc wniosek, że pole pomiędzy cięciwą a krzywą wynosi 4/3 pola trójkąta ACE.

Archimedes uzyskał ten szereg w swojej pracy Kwadratura paraboli. Podczas wyznaczania pola ograniczonego parabolą za pomocą metody wyczerpywania uzyskał szereg trójkątów; na każdym etapie konstrukcji przyrost pola wynosił 1/4 wartości z poprzedniego etapu. Jego oczekiwany wynik całkowitej powierzchni to 4/3 powierzchni uzyskanej w pierwszym etapie. Aby to osiągnąć zdefiniował następujący lemat algebraiczny:
Twierdzenie 23. Mając dany szereg powierzchni A, B, C, …, Z, z których A jest największa i każda z nich jest cztery razy większa niż następna w kolejności to
{\displaystyle A+B+C+D+\ldots +Z+{\frac {1}{3}}Z={\frac {4}{3}}A.}
Archimedes udowodnił to twierdzenie wstępnie, obliczając
{\displaystyle {\begin{aligned}&\displaystyle B+C+\ldots +Z+{\frac {B}{3}}+{\frac {C}{3}}+\ldots +{\frac {Z}{3}}\\[1ex]={}&\displaystyle {\frac {4B}{3}}+{\frac {4C}{3}}+\ldots +{\frac {4Z}{3}}\\[1ex]={}&\displaystyle {\frac {1}{3}}(A+B+\ldots +Y).\end{aligned}}}
Z drugiej strony
{\displaystyle {\frac {B}{3}}+{\frac {C}{3}}+\ldots +{\frac {Y}{3}}={\frac {1}{3}}(B+C+\ldots +Y).}
Odejmując to równanie od poprzedniego, otrzymujemy
{\displaystyle B+C+\ldots +Z+{\frac {Z}{3}}={\frac {1}{3}}A}
i dodając {\displaystyle A} do obu stron, uzyskujemy oczekiwany wynik.
Obecnie, bardziej standardowym wyrażeniem na twierdzenie Archimedesa jest to, że sumy częściowe szeregu 1/4 + 1/16 + 1/64 + 1/256 + … wynoszą:
{\displaystyle 1+{\frac {1}{4}}+{\frac {1}{4^{2}}}+\ldots +{\frac {1}{4^{n}}}={\frac {1-\left({\frac {1}{4}}\right)^{n+1}}{1-{\frac {1}{4}}}}.}
Ta forma może być udowodniona przez pomnożenie obu stron przez 1 – 1/4 i zauważeniu, że wszystkie składniki, z wyjątkiem pierwszego i ostatniego, po lewej stronie równania się parami znoszą. Taka sama technika ma zastosowanie dla skończonych szeregów geometrycznych.

## Granica
W twierdzeniu 24 Archimedes stosuje skończoną (ale nieokreśloną) sumę z twierdzenia 23 dla pola wewnątrz paraboli przez podwójny dowód nie wprost. Archimedes nie do końca obliczył granicę powyższej sumy częściowej, lecz stosując współczesne metody rachunkowe, jest to dość prosty krok:
{\displaystyle \lim _{n\to \infty }{\frac {1-\left({\frac {1}{4}}\right)^{n+1}}{1-{\frac {1}{4}}}}={\frac {1}{1-{\frac {1}{4}}}}={\frac {4}{3}}.}
Ponieważ suma nieskończonego szeregu jest zdefiniowana przez granicę jego sum częściowych
{\displaystyle 1+{\frac {1}{4}}+{\frac {1}{4^{2}}}+{\frac {1}{4^{3}}}+\ldots ={\frac {4}{3}}.}